# Frederic Roda i Pérez
Frederic Roda i Pérez (Barcelona, 15 de gener de 1924 - 1 de març de 2006) fou un director teatral, crític teatral i promotor cultural català, fill de Frederic Roda i Ventura i pare de Frederic Roda i Fàbregas, germà de M lluïsa, Isabel, Pepa i Anna M.

## Biografia
Estudià dret a la Universitat de Barcelona i compaginà l'advocacia amb una intensa activitat cívica i cultural, que el portà a fundar el 1954 –amb Jordi Pujol i altres– el grup nacionalista catòlic CC. Fou un destacat activista en favor de la pau. L'any 1967 va fundar l'Institut Víctor Seix de Polemologia, amb l'objectiu de motivar iniciatives per a la recerca sobre la pau, mitjançant diverses actuacions, entre les quals la concessió del Memorial Joan XXIII per la Pau a persones o institucions destacades pel seu compromís en accions a favor de la pau. Fou vicepresident de Pax Christi i, al 1984, amb el premi Nobel Adolfo Pérez Esquivel i Arcadi Oliveres, fundà la Universitat Internacional per la Pau, amb seu a Sant Cugat del Vallès, de la qual fou director fins a l'any 1999.
Alhora, començà la seva activitat teatral dirigint autes sacramentals a Bellaterra. L'any 1954 va fundar l'Agrupació Dramàtica de Barcelona, de la qual fou el principal mentor, incorporant obres dels principals autors europeus (William Shakespeare, Joan Brossa, Eugène Ionesco, Salvador Espriu, Brecht, Joan Oliver i Anton Txékhov), però l'estrena de L'òpera de tres rals (1963), de Bertolt Brecht ocasionà la suspensió governativa de l'entitat. Aquest mateix any promogué el premi Josep M. de Sagarra, per a obres teatrals inèdites, i començà a exercir la crítica teatral a la revista Destino (1963-1968) i al diari La Vanguardia. Del 1970 al 1980 fou sotsdirector de l'Institut del Teatre de Barcelona.
L'any 1995 va rebre la Creu de Sant Jordi de la Generalitat de Catalunya i al 2004 rebé, de l'Ajuntament de Barcelona, la medalla d'or al mèrit cultural.